# Котович Олександр Володимирович
Олександр Володимирович Котович (6 листопада 1960, Вишгород, Київська область) — радянський легкоатлет, спеціаліст зі стрибків у висоту. Виступав за збірну СРСР з легкої атлетики у 1980-х роках, володар срібної медалі чемпіонату Європи у приміщенні, переможець та призер першостей всесоюзного значення. Майстер спорту СРСР міжнародного класу.

## Біографія
Олександр Котович народився 6 листопада 1960 року у Вишгороді Київської області Української РСР.
Займався легкою атлетикою у Києві під керівництвом заслуженого тренера України Володимира Костянтиновича Журавльова, виступав за Радянську Армію. Закінчив Луцький державний педагогічний інститут (1983).
Вперше заявив про себе на всесоюзному рівні в сезоні 1984 року, коли на зимовому чемпіонаті СРСР у Москві став у стрибках у висоту срібним призером. Пізніше на змаганнях у Софії встановив свій особистий рекорд на відкритому стадіоні — 2,33 метра.
У 1985 році з результатом 2,30 завоював срібну нагороду на чемпіонаті Європи в приміщенні в Піреї, поступившись лише шведу Патріку Шебергу. На чемпіонаті СРСР у Ленінграді також отримав срібло. Бувши студентом, представляв Радянський Союз на Універсіаді в Кобе — показав у своїй дисципліні результат 2,26 і зайняв п'яте місце.
1986 року закрив десятку найсильніших на чемпіонаті Європи в приміщенні в Мадриді (2,24), здобув перемогу на Меморіалі братів Знаменських у Ленінграді (2,32).
У 1987 році виграв бронзову медаль на зимовому чемпіонаті СРСР у Пензі (2,29) та срібну медаль на літньому чемпіонаті СРСР у Брянську (2,29).
Завершив спортивну кар'єру після закінчення сезону 1989.
За видатні спортивні досягнення відзначено почесним звання «Майстер спорту СРСР міжнародного класу» (1985).
Був одружений з бігункою Равілею Аглетдіновою. Дочка Марина Котович — так само успішна легкоатлетка.